# Rovišće
Rovišće – wieś w Chorwacji, w żupanii bielowarsko-bilogorskiej, w gminie Rovišće. W 2011 roku liczyła 1196 mieszkańców.